# Agapit (Horáček)
Agapit, imię świeckie Alexander Horáček (ur. 29 września 1955, zm. 28 maja 2020) – biskup Rosyjskiego Kościoła Prawosławnego poza granicami Rosji.

## Życiorys
Urodził się w rodzinie pochodzenia czeskiego. Ukończył gimnazjum we Frankfurcie nad Menem i rozpoczął studia w Darmstadt na wydziale architektury. Przerwał je jednak, by wstąpić do klasztoru. W 1979 został posłusznikiem w monasterze św. Hioba Poczajowskiego w Monachium. W tym samym klasztorze 9 listopada 1981 został postrzyżony w riasofor, zaś 29 marca 1983 małą schimę. 25 grudnia tego samego roku został hierodiakonem, zaś 8 kwietnia 1991 – hieromnichem. W klasztorze pracował w prowadzonym przez mnichów wydawnictwie. W 1995 podniesiony do godności igumena, zaś w 1998 nagrodzony za swoją działalność krzyżem z ozdobami.
1 maja 2001 miała miejsce jego chirotonia na biskupa stuttgarckiego, wikariusza eparchii berlińskiej i niemieckiej. W 2010 Kościół delegował go czasowo do pracy duszpasterskiej w Australii, jednak jego wyjazd musiał zostać odłożony z powodu wypadku samochodowego hierarchy.
W 2017 otrzymał godność arcybiskupa.
Zmarł w 2020.